# ويليام ب كونواي
ويليام ب كونواي (بالإنجليزية: William B. Conway)‏ (و. 1802 – 1839 م) هو محامي، وصحفي من الولايات المتحدة الأمريكية .
وهو عضو في الحزب الديمقراطي الأمريكي .
توفي في دافنبورت .